# Kouaku
Kouaku est un motu des Gambier situé sur la barrière Sud-Est du lagon.